# 869

## Události
- 5. října – začal Čtvrtý konstantinopolský koncil

## Narození
- japonský císař Józei

## Úmrtí
- 14. únor – svatý Cyril, filozof, bratr svatého Metoděje (* 826 nebo 827)
- 8. srpen – lotharingijský král Lothar II.
- 6. říjen – Ermentruda Orleánská, první manželka západofranského krále Karla II. Holého (* 823)
- nejasné datum – Al-Džáhiz, arabský učenec (776–869)

## Hlavy státu
- Velkomoravská říše – Rostislav
- Papež – Hadrián II.
- Anglie – Wessex – Kent – Ethelred
- Skotské království – Konstantin I.
- Východofranská říše – Ludvík II. Němec
- Západofranská říše – Karel II. Holý
- První bulharská říše – Boris I.
- Kyjevská Rus – Askold a Dir
- Byzanc – Basileios I.
- Svatá říše římská – Ludvík II. Němec